# Mehmed al V-lea
Mehmed al V-lea Reshad (în turcă otomană محمد خامس, transliterat: Meḥmed-i ẖâmis, în turcă Mehmed al V-lea Reșad sau Reșat Mehmet, n. 2 noiembrie 1844, Constantinopol, Imperiul Otoman – d. 3 iulie 1918, Constantinopol, Imperiul Otoman) a fost al 35-lea sultan al Imperiului Otoman. A ocupat această poziție în intervalul 27 aprilie 1909 – 3 iulie 1918. A fost fiul lui Abdul-Medjid și a fost succedat de fratele său Mehmed al VI-lea.